# Philorus kongoensis
Philorus kongoensis är en tvåvingeart som beskrevs av Kitakami 1950. Philorus kongoensis ingår i släktet Philorus och familjen Blephariceridae. Inga underarter finns listade i Catalogue of Life.